# Cele mai bune romane germane ale secolului al XX-lea
Cele mai bune romane germane ale secolului al XX-lea este o listă de cărți alcătuită în 1999 de Literaturhaus München și Bertelsmann, în care 99 de autori importanți și critici literari din Germania, inclusiv germaniști, au realizat un clasament al celor mai importante romane în limba germană din secolul al XX-lea.
Grupul a reunit 33 de experți din fiecare dintre cele trei categorii. Fiecăruia i s-a cerut să numească trei cărți pe care le consideră a fi cele mai importante ale secolului. Grupul a citat câte cinci cărți de Franz Kafka și Arno Schmidt, patru de Robert Walser și câte trei de Thomas Mann, Hermann Broch, Anna Seghers și Joseph Roth.

## Cele 10 cărți
Clasate în ordine, începând cu cea mai mare potrivit grupului de experți:
1. Robert Musil: Omul fără însușiri
2. Franz Kafka: Procesul
3. Thomas Mann: Muntele vrăjit
4. Alfred Döblin: Berlin Alexanderplatz
5. Günter Grass: Toba de tinichea
6. Uwe Johnson: Din viața Gesinei Cresspahl
7. Thomas Mann: Casa Buddenbrook
8. Joseph Roth: Marșul lui Radetzky
9. Franz Kafka: Castelul
10. Thomas Mann: Doctor Faustus